# (34076) 2000 OK60
2000 OK60 (asteroide 34076) é um asteroide da cintura principal. Possui uma excentricidade de 0.18877050 e uma inclinação de 2.46166º.
Este asteroide foi descoberto no dia 29 de julho de 2000 por LONEOS em Anderson Mesa.